# NXP termékek listája

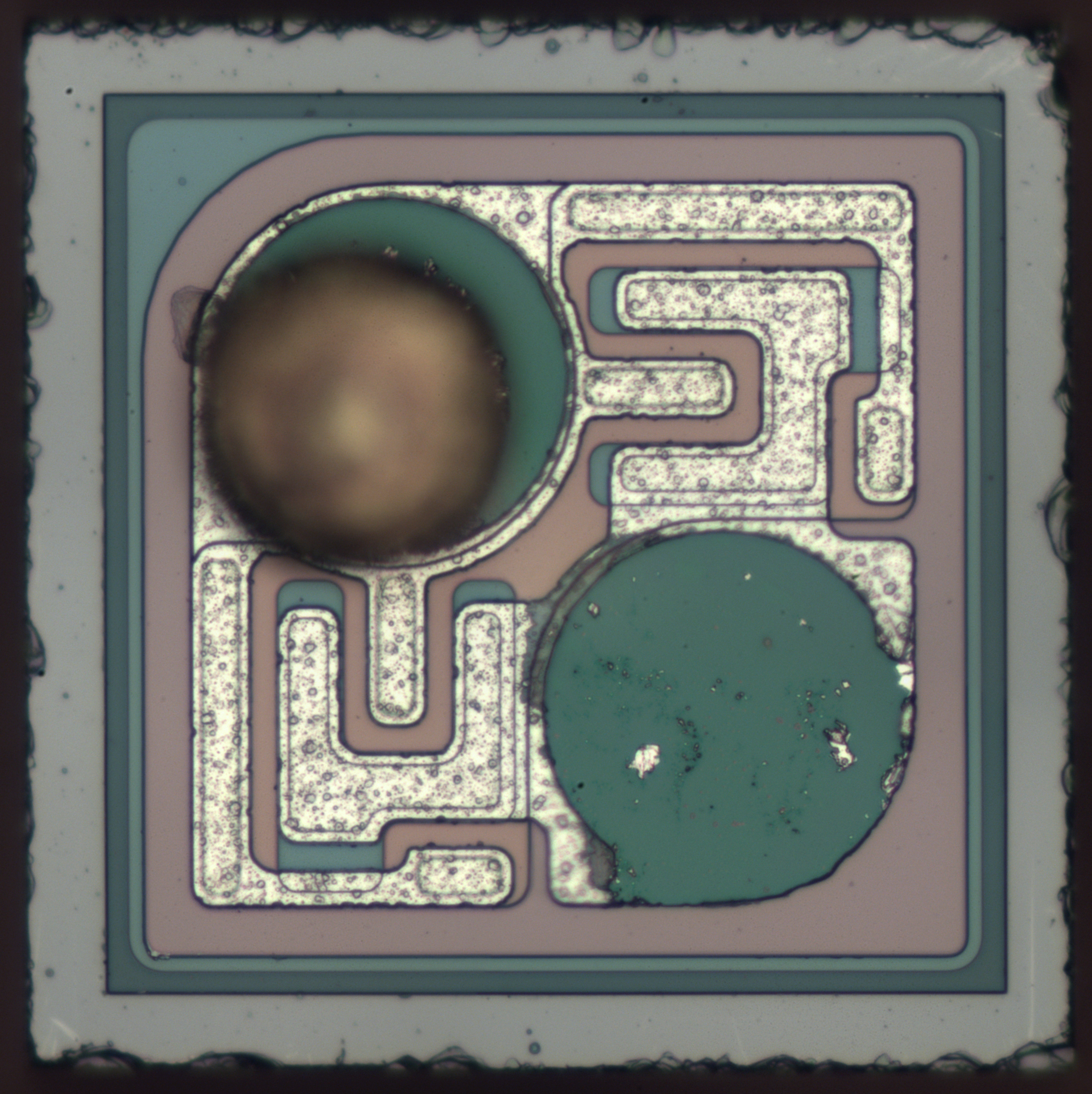
NXP-PMST3904-HD

Ebben a cikkben az NXP és a Freescale Semiconductor termékeinek részleges listája látható, beleértve a 2004-ig a Motorola által gyártott termékeket is. Az NXP és a Freescale 2015-ben egyesült.

## Mikroprocesszorok

### Korai mikroprocesszorok
- Motorola MC10800 (4 bites)
- Motorola MC14500B ipari vezérlőegység (Industrial Control Unit, ICU) (1 bites)
- Signetics 2650 (8 bites)
- Motorola 6800 (8 bites)
- Motorola 6802 (8 bites)
- Motorola 6808 (8 bites)
- Motorola 6809 (8/16 bites)

### 68000 sorozat
- Motorola 68000 (16/32 bites)
- Motorola 68008 (8/16/32 bites)
- Motorola 68010 (16/32 bites)
- Motorola 68012 (16/32 bites)
- Motorola 68020 (32 bites)
- Motorola 68030 (32 bites)
- Motorola 68451 (MMU)
- Motorola 68851 (MMU)
- Motorola 68881 (FPU)
- Motorola 68882 (FPU)
- Motorola 68040 (FPU-val)
- Motorola 68060 (FPU-val)

### 88000 sorozat (RISC)
- Motorola 88100
- Motorola 88110

### PowerPC és Power ISA processzorok
- PPC 601 ("G1")
- PPC 603/PPC 603ev ("G2")
- PPC 604/PPC 604e/PPC 604ev
- PPC 620
- PowerPC 7xx család, csak a PowerPC 740, 750, 745, és 755 típusok ("PowerPC G3")
- MPC8xx (PowerQUICC)
- MPC82xx (PowerQUICC II, G2 mag)
- MPC83xx (PowerQUICC II Pro, e300 mag)
- MPC85xx (PowerQUICC III, e500 mag)
- MPC86xx (e600 mag)
- MPC87xx (eljövendő e700 mag)
- Pxxxx (QorIQ, e500 magok, e5500 magok)
- Txxxx (QorIQ, e6500 magok))

### ARM magok

#### i.MX
ARM920 alapú:
- i.MX1 (MC9328MX1)
- i.MXL (MC9328MXL)
- i.MXS (MC9328MXS)

ARM926 alapú:
- i.MX21 (MC9328MX21)
- i.MX23 (MCIMX23)
- i.MX25 (MCIMX25)
- i.MX27 (MCIMX27)
- i.MX28 (MCIMX28)

ARM11 alapú:
- i.MX31 (MCIMX31)
- i.MX35 (MCIMX355)
- i.MX37 (MCIMX37)

Cortex-A8 alapú:
- i.MX51 család (például MCIMX515)
- i.MX50 család (i.MX508)
- i.MX53 család (például MCIMX535)

Cortex-A9 alapú:
- i.MX6 solo
- i.MX6 kettős
- i.MX6 négyszeres

Cortex-A7 alapú:
- i.MX7[2]

Cortex-A72 alapú:
- i.MX8[3]

#### S32
ARM Cortex-A53 és/vagy ARM Cortex-M4 alapú:
- S32V234[4]
- S32V3xx[5]

#### Layerscape / QorIQ
ARM Cortex-A7 alapú:
- LS1020A
- LS1021A
- LS1022A

ARM Cortex-A9 alapú:
- LS1024A

ARM Cortex-A53 alapú:
- LS1012A
- LS1043A
- LS1046A
- LS1088A

ARM Cortex-A72 alapú:
- LS1028A
- LS2084A/44A
- LS2048A/44A
- LS2160A (16x Cortex-A72)[6]

## Mikrovezérlők

### 6800 sorozat

#### 8 bites
- Motorola 6801/6803
- Motorola 6802
- Motorola 6804
- Motorola 6805/146805
- Motorola 68HC05 (CPU05) - örökség/korábbi
- Freescale 68HC11 (CPU11) - örökség/korábbi
- Freescale 68HC08 (CPU08) 0,65 μm, 0,5 μm és 0,25 μm technológiák
- Freescale S08 (CPUS08) 0,25 μm
- Freescale RS08 (CPURS08) 0,25 μm - RS08 magon alapul, egy S08 korlátozott CPU-val, kisebb utasításkészlet, költségcsökkentés miatt

#### 16 bites
- Freescale 68HC16 (CPU16) - örökség/korábbi
- Freescale 68HC12 (CPU12) - örökség/korábbi
- Freescale S12 (CPU12) - még fejlesztés alatt
- Freescale S12X (CPU12X-1) – S12XD, S12XA... eszközcsalád XGATE koprocesszorral; DMA vezérlő vagy be-/kimeneti társprocesszor
- Freescale S12XE (CPU12X-2) - S12XE eszközcsalád XGATE koprocesszorral, emulált EEPROM = EEEPROM, 0,18 μm technológia

### 68000 sorozat
- Freescale 683XX
- Freescale DragonBall
- Freescale ColdFire
- Freescale ColdFire+

#### M·CORE-alapú
Az M-CORE-alapú RISC mikrovezérlők 32 bites processzorok, melyeket specifikusan kis fogyasztású elektronikai eszközökhöz terveztek.
Az M-CORE processzorok, akárcsak a 68000-es család tagjai, rendelkeznek felhasználói és felügyelői üzemmóddal, és felhasználói üzemmódban mindkettő egy 32 bites PC-t és 16, egyenként 32 bites regisztert lát.
Az M-CORE utasításkészlet jelentősen különbözik a 68k utasításkészlettől, főleg abban, hogy az M·CORE egy tiszta betöltő-tároló elvű architektúra és minden M-CORE utasítás 16 bites, míg a 68k utasítások változó hosszúságúak. A 68k assembly nyelvű forráskód azonban automatikusan lefordítható M-CORE assembly nyelvre.
Az M-CORE processzormagot az Atmel licencelte intelligens kártyákhoz.
- MMC2001
- MMC2114

### Power architektúra
- MPC5xx
- MPC512x (e300 mag)
- MPC52xx (e300 mag)
- MPC55xx (e200 mag)
- MPC56xx (e200 mag)
- MPC57xx (e200 mag)

### ARM11 alkalmazási processzor modemmel
- MXC275-30 (523 MHz, 2.5G/2.75G)
- MXC300-30 (523 MHz, 3G)

### ARM Cortex-M magok

#### Cortex-M0+ mikrovezérlők
- Kinetis L sorozat
- Kinetis E sorozat
- Kinetis M sorozat
- Kinetis W sorozat

#### Cortex-M4 mikrovezérlők
- Kinetis K sorozat
- Kinetis KW2x sorozat

Lásd még: S32K

### ARM7 magok

#### ARM7TDMI autóipari mikrovezérlők
- MAC71xx
- MAC72xx

### TPU és ETPU modulok
A Time Processing Unit (TPU) és az Enhanced Time Processing Unit (eTPU)
nagyrészt autonóm időzítési perifériák, melyeket egyes Freescale eszközök tartalmaznak.
- MC68332 (TPU)
- MPC5554 (PowerPC) (eTPU)
- MPC5777C (PowerPC) (eTPU2+)
- MCF5232, MCF5233, MCF5234, MCF5235 (ColdFire) (eTPU)

## Digitális jelprocesszorok
Megjegyzés: az 56XXX sorozatot általában 56000 sorozat vagy 56K néven ismerik, hasonlóan a 96XXX sorozatot is 96000 sorozat vagy 96K néven.

### 56000 sorozat
- Motorola DSP560XX (24 bites)
- Motorola DSP563XX (16/24 bites)
- Motorola DSP566XX (16 bites)
- Motorola DSP567XX (digitális jelvezérlő)
- Motorola DSP568XX (digitális jelvezérlő)

### 96000 sorozat
- Motorola DSP96XXX (32 bites)

### StarCore sorozat
Megjegyzés: „A StarCore-ban nincs natív támogatás a lebegőpontos műveletekhez.”
- MSC8101/3 egyes SC140 mag, 300 MHz (gyártás vége)
- MSC8102 quad SC140 mag, 275 MHz (megszűnt)
- MSC8122/26 quad SC140 mag, 500 MHz
- MSC711x egyes SC1400 mag, 200/300 MHz (részben megszűnt)
- MSC8144/E quad SC3400 mag, 1 GHz
- MSC8156/E hatmagos SC3850 mag, 1 GHz MAPLE-B koprocesszorral
- MSC8154/E négymagos SC3850 mag, 1 GHz MAPLE-B koprocesszorral
- MSC8152 kétmagos SC3850 mag, 1 GHz MAPLE-B koprocesszorral
- MSC8151 egymagos SC3850 mag, 1 GHz MAPLE-B koprocesszorral
- MSC8256 hatmagos SC3850 mag, 1 GHz
- MSC8254 négymagos SC3850 mag, 1 GHz
- MSC8252 kétmagos SC3850 mag, 1 GHz
- MSC8251 egymagos SC3850 mag, 1 GHz

## MEMSszenzorok
- MMA Sorozat – Multi-G/Multi-Axis többtengelyű gyorsulásmérők
- MPX sorozat – nyomásmérők
- MPR sorozat – közelségi érzékelők

## Újrakonfigurálható számítási csomópont (fabric device)
- MRC6011

## Szoftver
- CodeWarrior integrált fejlesztőkörnyezet
- MQX valós idejű operációs rendszer
- FreeMaster
- Processor Expert
- PEG grafikus felhasználói felület fejlesztő
- Érzékelő eszközkészlet (Sensor Toolkit)
- Vezeték nélküli összeköttetés eszközkészlet (Wireless Connectivity Toolkit)

## Fordítás
Ez a szócikk részben vagy egészben  a   List of NXP products című angol Wikipédia-szócikk ezen változatának fordításán alapul.  Az eredeti cikk szerkesztőit annak laptörténete sorolja fel. Ez a jelzés csupán a megfogalmazás eredetét és a szerzői jogokat jelzi, nem szolgál a cikkben szereplő információk forrásmegjelöléseként.